# لا جونتا (كولورادو)
لا جونتا (بالإنجليزية: La Junta, Colorado)‏ هي مدينة تقع في مقاطعة أوتيرو بولاية كولورادو في الولايات المتحدة. تبلغ مساحتها 7.4 (كم²)، وترتفع عن سطح البحر 1243 م، بلغ عدد سكانها 7568 نسمة في عام 2010 حسب إحصاء مكتب تعداد الولايات المتحدة وتصل الكثافة السكانية فيها 1022.7 نسمة/كم2.

## أعلام
- مارك دريسكول
- ليندا سميث
- أمبروسيو غولن
- حيرام بيرسي ماكسيم
- وليم تشارلز أندرسون
- كين كيسي